# Abû Zakariyâ Yahyâ al-Wattasi
Ne doit pas être confondu avec Abû Zakariyâ' Yahyâ ben `Abd al-Wâhid ben Abî Hafs (Hafsides).
Abû Zakarîyâ Yahyâ est devenu le premier régent du dernier sultan mérinide Abû Muhammad `Abd al-Haqq âgé d'un an en 1421. Il est mort en 1448 en laissant son poste de vizir à `Alî ben Yûsuf.

## Biographie
Après l'échec d'une expédition portugaise contre Tanger (1437), le roi Édouard Ier (Duarte I) du Portugal s'était engagé à livrer Ceuta et donna en otage son frère Ferdinand. Poussé par le pape, Édouard Ier préféra sacrifier son frère plutôt que sa place de commerce. L'infant captif à Fès pendant six ans y mourut (1443). L'Église le béatifia en 1470 en le considérant comme un martyr de la foi catholique.
Abû Zakarîyâ tenta de détourner à son profit le nationalisme religieux en prenant la tête de la lutte contre les Portugais. On découvrit à Fès le tombeau de Idrîs II, tombeau que l'on croyait jusque-là à Walila avec son père. Cette redécouverte ne lui valut pas le prestige escompté car il alla de pair avec l'apparition de nombreux prétendants au titre de chérif c'est-à-dire de descendants putatifs d'Idrîs Ier.